# Donația lui Constantin

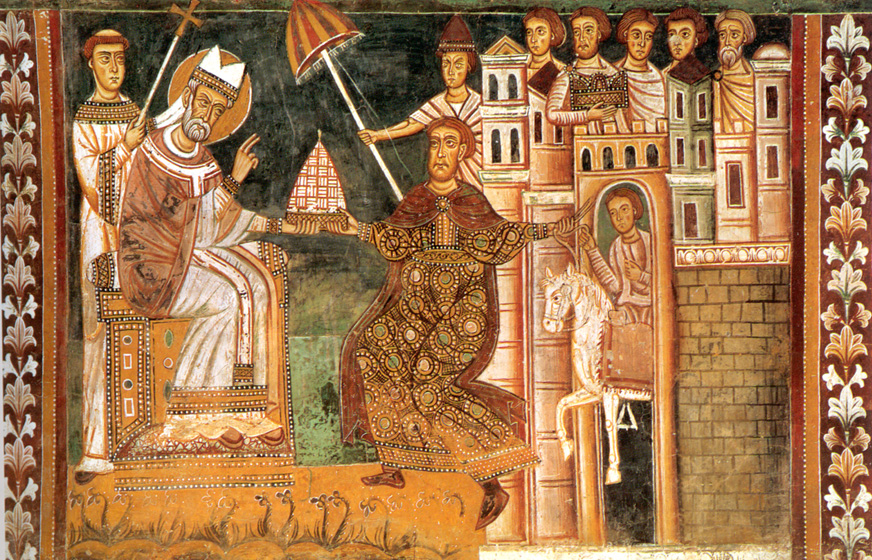
O frescă cu Papa Silvestru I și Constantin cel Mare din secolul al XIII-lea, ce reprezintă presupusa Donație (Santi Quattro Coronati, Roma).

Donația lui Constantin (în latină Donatio Constantini) este un decret imperial roman fals, prin care împăratul Constantin cel Mare ar fi transferat papei în secolul al IV-lea autoritatea asupra Romei și a părții de vest a Imperiului Roman. Compus probabil în secolul al VIII-lea, documentul a fost folosit, mai ales în secolul al XIII-lea, în sprijinul revendicărilor autorității politice din partea papalității. Lorenzo Valla, un cleric catolic italian și umanist renascentist, este primul care a denunțat în 1439-1440 cu argumente filologice solide faptul că acest document este fals, deși autenticitatea documentului a fost contestată în mod repetat din 1001.
În multe dintre manuscrisele existente, inclusiv în cel mai vechi, documentul poartă titlul Constitutum domini Constantini imperatoris. Donația lui Constantin a fost inclusă în colecția Decretele pseudo-isidoriene din secolul al IX-lea.

## Conținutul

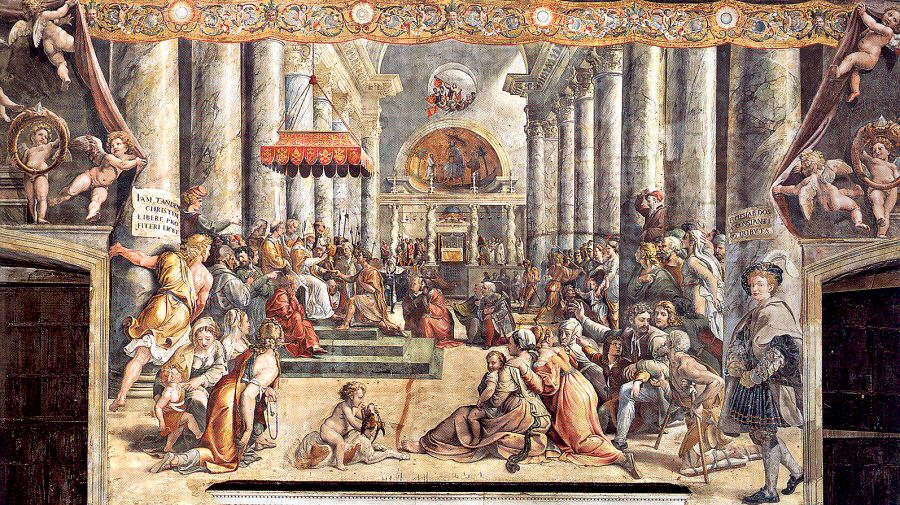
Donația lui Constantin de Rafael, Stanze di Raffaello, Vatican

Textul, un presupus decret al împăratului roman Constantin I din 30 martie, care spune, în mod greșit, faptul că a fost scris atât în timpul celui de-al patrulea consulat al său (315), cât și în cel al consulatului lui Gallicanus (317), conține o profesiune detaliată de credință creștină și o relatare a modului în care împăratul, care căuta un leac pentru a vindeca lepra sa, a fost convertit și botezat de Papa Silvestru I. În semn de recunoștință, a hotărât să dăruiască Scaunului lui Petru „puterea și demnitatea de glorie și vigoare și de a onora imperiul” și „supremația asupra celor patru reședințe principale, Alexandria, Antiohia, Ierusalimul și Constantinopolul, și peste toate bisericile de pe întregul Pământ”. Pentru menținerea bisericii Sfântului Petru și a Sfântului Pavel, a dat moșii „în Iudeea, Grecia, Asia, Tracia, Africa, Italia și alte insule”. Lui Silvestru și urmașilor săi i-a acordat și însemne imperiale, tiara și „orașul Romei și toate provinciile, locurile și orașele Italiei și regiunilor occidentale”.

## Originea
Este probabil că un proiect al Donației lui Constantin a fost realizat la scurt timp după mijlocul secolului al VIII-lea, pentru a-l ajuta pe Papa Ștefan al II-lea în negocierile sale cu Pepin cel Scurt, care a deținea funcția de Majordom al Palatului (adică, șefia gospodăriei regelui franc). În 754, Papa Ștefan al II-lea a traversat Alpii pentru a-l unge pe regele Pepin, permițând astfel familiei Carolingiene să înlocuiască vechea linie regală Merovingiană. În schimbul sprijinului lui Ștefan, Pepin i-a dat papei ținuturile din Italia pe care longobarzii le-au luat de la Imperiului Bizantin. Aceste meleaguri au devenit parte al Statului Papal și au fost baza puterii temporale a papalității pentru următoarele unsprezece secole.
Într-un studiu s-a aflat că acest document este cu mare probabilitate din secolul al IX-lea și că locația unde a fost compusă este Abația Corbie, în nordul Franței.
Medievistul Johannes Fried face o deosebire între Donația lui Constantin și o versiune anterioară, și aceasta falsă, Constitutum Constantini, care a fost inclusă în colecția de documente falsificate, compilată în jumătatea ulterioară a secolului al IX-lea. Fried susține că Donația este o extindere ulterioară a documentului Constitutum Constantini, care era mult mai scurt. Christopher B. Coleman susține că mențiunea donației a „regiunilor occidentale” din Constitutum face referire la Lombardia, Veneția și Istria.

## Folosirea și modul cum a fost recepționat în Evul Mediu
Ceea ce poate fi considerată cea mai veche aluzie la donație se află într-o scrisoare din 778, în care Papa Adrian I îl îndeamnă pe Carol cel Mare, al cărui tată, Pepin cel Scurt, făcuse Donația pepiniană acordând suveranitatea papilor asupra statelor papale, pentru a urma exemplul lui Constantin.
Primul papă care a invocat direct decretul a fost Leon al IX-lea, într-o scrisoare trimisă în 1054 lui Mihail I Cerularie, Patriarhul Constantinopolului. El a citat o mare parte din document, considerându-l autentic, și agravând conflictul care va duce în cele din urmă la Marea Schismă. În secolele al XI-lea și al XII-lea, Donația lui Constantin a fost adesea citată în conflictele dintre papalitate și puterile seculare din Occident.
În Divina Comedie, scrisă la începutul secolului al XIV-lea, poetul italian Dante Alighieri spunea: „Ahi, Costantin, di quanto mal matre, / non la tua conversion, ma quella dote / che da te prese il primo ricco patre!" („Ah, Constantin, de cât rău ești rădăcină / nu din cauza convertirii tale, ci din acea donație / pe care a primit-o primul papă înstărit de la tine!”).

## Investigația
În perioada Evului Mediu, actul de donație a fost considerat pe scară largă autentic, deși împăratul Otto al III-lea a ridicat niște suspiciuni cu privire la documentul „cu scrisori de aur” ca fals, în a face un cadou Scaunului Romei. Abia la jumătatea secolului al XV-lea, odată cu renașterea erudiției clasice și a criticii textuale, umaniștii și, în cele din urmă, birocrația papală, au început să-și dea seama că documentul nu poate fi autentic. Cardinalul Nicolaus Cusanus a declarat că acest document este un fals și a spus că este o lucrare apocrifă.
Ulterior, preotul catolic Lorenzo Valla a argumentat în studiul său filologic că limba folosită în manuscris nu poate fi datată din secolul al IV-lea. Limba textului sugerează că manuscrisul poate fi datat cel mai probabil în secolul al VIII-lea. Valla credea că falsul a fost atât de evident, încât a fost înclinat să creadă că Biserica știa că documentul este neautentic. Valla a mai susținut că uzurparea papală a puterii temporale a corupt biserica, a provocat războaiele Italiei și a consolidat „dominația preoțească arogantă, barbară și tiranică”.
Aceasta a fost prima instanță a diplomaticii științifice și moderne. Independent de Cusanus și Valla, Reginald Pecocke, episcopul de Chichester (1450-1457), a ajuns la o concluzie similară. Printre indicațiile conform cărora actul de donație trebuie să fie fals este limba sa și faptul că, deși anumite texte din epoca imperială sunt utilizate în text, unele dintre cuvintele latine din document nu puteau fi scrise în secolul al IV-lea; s-au folosit termeni nepotriviți precum „feudă”. De asemenea, data documentului este în contradicție cu conținutul documentului propriu-zis, deoarece se referă atât la cel de-al patrulea consulat al lui Constantin (315), cât și la consulatul lui Gallicanus (317).
Papa Pius al II-lea a scris o broșură în 1453, cu cinci ani înainte de a deveni papă, pentru a arăta că, deși actul de donație este fals, papalitatea datorează pământurile lui Carol cel Mare și puterilor sale ale cheilor lui Petru; Totuși el nu a publicat-o.
Mai târziu, savanții au demonstrat în continuare că alte elemente, cum ar fi vindecarea lui Constantin mulțumită lui Silvestru, sunt legende care au avut loc ulterior. Wolfram Setz, un redactor recent al operei lui Valla, a afirmat că la momentul refutării lui Valla, presupusa „donație” a lui Constantin nu mai era o problemă de relevanță contemporană în teoria politică și că pur și simplu oferea o oportunitate pentru un exercițiu de retorică legală.
Tratatul lui Valla a fost atacat cu vehemență de scriitori ai Reformei Protestante, cum ar fi Ulrich von Hutten și Martin Luther, determinând ca la mijlocul secolului al XVI-lea tratatul să fie plasat în Indexul cărților interzise. Donația a continuat să fie acceptată tacit ca autentică până când Caesar Baronius în „Annales Ecclesiastici” (publicat 1588-1607) a recunoscut că a fost o lucrare falsă, după care a fost acceptată aproape universal ca atare. Unii au continuat să argumenteze în favoarea autenticității sale; la aproape un secol după „Annales Ecclesiastici”, Christian Wolff făcea încă aluzie la donație ca fapt incontestabil.

## Legături externe
- Textul Constitutum Donatio Constantini (în latină) în Biblioteca latină
- Textul Constitutum Donatio Constantini (în latină) în Bibliotheca Augustana
- Textul Constitutum Constantini Arhivat în 26 septembrie 2007, la Wayback Machine. (în latin) în The Roman Law Library
- Textul lui Lorenzo Valla Discourse on the Forgery of the Alleged Donation of Constantine